# Migishi Kōtarō

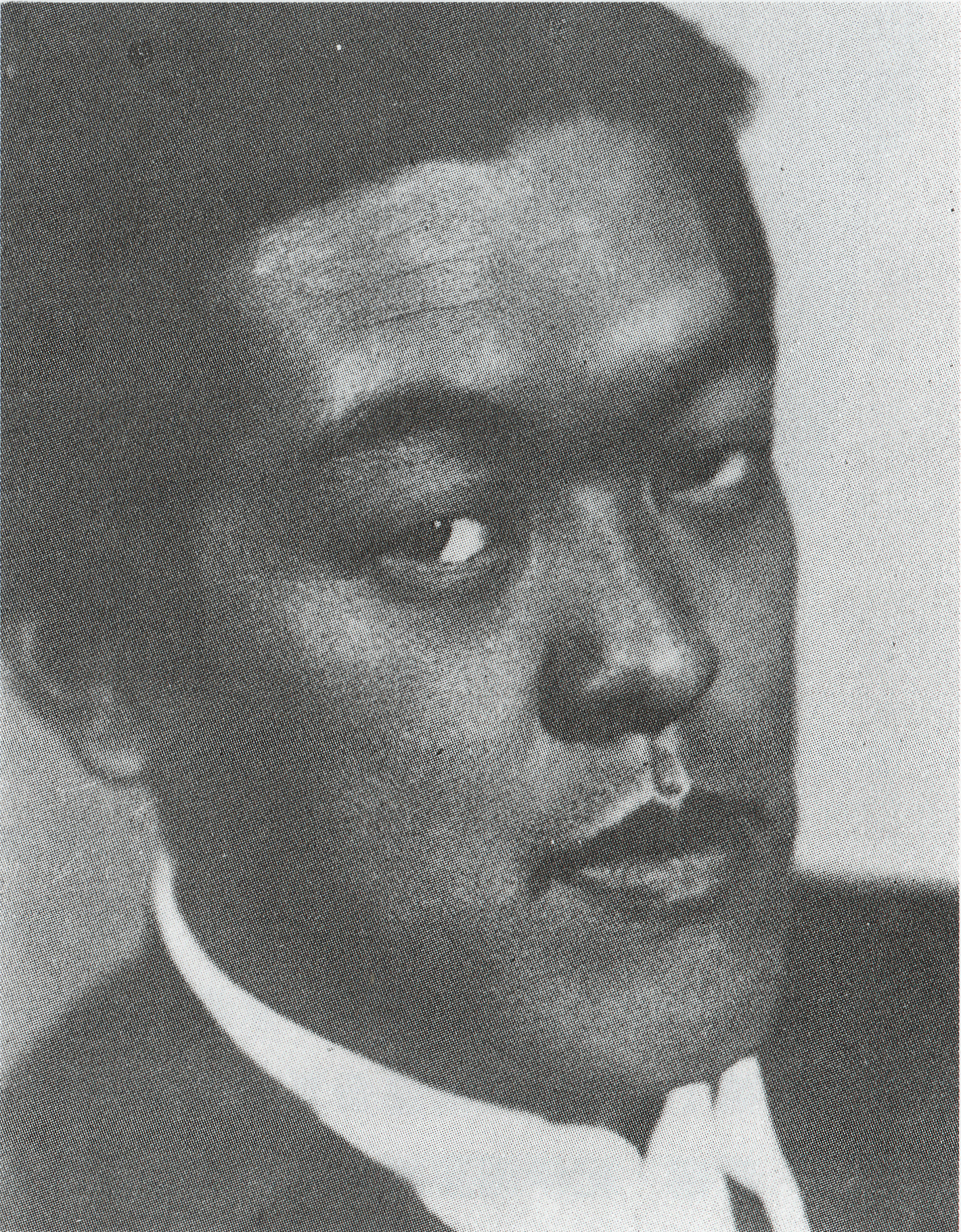
Migishi Kōtarō, 1933

Migishi Kōtarō (japanisch 三岸 好太郎; geb. 18. April 1903; gest. 1. Juli 1934) war ein japanischer Maler im Yōga-Stil.

## Leben und Wirken
Migishi begann bereits zur Zeit des Besuchs der Mittelschule in Sapporo sich für Ölmalerei zu interessieren und studierte nebenbei unter dem Maler Hayashi Takejirō (林竹治郎; 1871–1940). Nach dem Schulabschluss 1920 ging er nach Tokio. Dort war er stark beeindruckt von Cézanne und van Gogh, die er zum ersten Mal auf einer Ausstellung der Künstlergruppe Shirakaba sah. Im folgenden Jahr wurden Bilder von ihm auf der dritten „Zentralen Kunstausstellung“ (中央美術展, Chūō bijutsuten)  gezeigt. 
1923 zeigte er „Mädchen mit Zitrone“ (レモン持てる少女, Remon moteru shōjo) auf der ersten Ausstellung der Shun’yō-kai (春陽会). Auf der zweiten Ausstellung im nächsten Jahr erhielt er für sein Bild „Porträt eines Freundes“ (友人の肖像, Yūjin no shōzō) den ersten Preis. In dem Jahr gründete er zusammen mit Yokobori Kakujirō (横堀角次郎; 1897–1978), einem Kollegen aus der Shun’yō-kai, und anderen die Rokujin-sha und machten eine erste Ausstellung. Im gleichen Jahr heiratete er die Malerin Yoshida Setsuko. Weiter zeigte er auf den folgenden Ausstellungen der Shun‘yō-kai die Bilder „Jugendliche“ (少年, Shōnen; 3. Ausstellung), „Mädchen aus China“ (志那の少女, Shina no shōjo; 5. Ausstellung) und „Mädchen als Clown“ (少女道化, Shōjo dōke), „Mann mit Maske“ (お面の男/道化, Omen no otoko/dōke) auf der 7. Ausstellung. 
1928 beteiligte Migishi sich zusammen mit Chōkai Seiji und seiner Frau an einer Dreier-Ausstellung, auf der unter anderem sein Bild „Botanischer Garten“ (植物園, Shokubutsu-en) gezeigt wurde. 1929 beteiligte er sich an der Gründung der „Unabhängigen Kunst-Gesellschaft“  (独立美術協会, Dokuritsu bijutsu kyōkai) und wurde deren Mitglied. Im folgende Jahr zeigte er „Schimmel und Clown“ (白馬と道化, Hakuba to dōke), „Marionette“ (マリオネット, Marionetto) und andere Bilder auf der ersten Ausstellung. Auch in den nächsten Jahren bis zu seinem Tod zeigte er wichtige Bilder auf den darauf folgenden Ausstellungen.
Ab 1932 wurde Migishi stark durch die französische Moderne beeinflusst, die er auf der Ausstellung „Avantgarde-Ausstellung – Paris“ (前衛絵画展-パリ; Zen’ei kaigaten – Pari) und auf der Ausstellung der „Progressiven Kunst-Liga“ (進行美術同盟, Shinkō bijutsu dōmei) in Tokio sah. Er verband diese neuen Anregungen aus der abstrakten Malerei mit einer Farbgebung des Fauvismus, wechselte dann zum Surrealismus. Werke aus dieser Zeit sind „Junger Clown, stehender Clown“ (青年道化、立てる道化, Shōnen dōke, tateru dōke), „Orchester“ (オーケストラ, Ōkesutora), „Komposition“ (コンポジション, Kompojishon), „Fliegender Schmetterling“ (飛ぶ蝶, Tobu chō) und „See und Licht“ (海と射光, Umi to shakō).
1934 publizierte Migishi auf eigene Kosten ein langes Gedicht mit dem Titel „Schmetterlinge und Muscheln“ (蝶と貝殻, Chō to kaigara), das er mit leichten farbigen Illustrationen versah. Im selben Jahr erkrankte er auf einer Reise und starb unterwegs in Nagoya. Seine Heimatpräfektur widmete seinem Nachlass ein eigenes Museum in Sapporo, das „Migishi-Kōtarō-Museum der Präfektur Hokkaidō“ (北海道立三岸好太郎美術館, Hokkaidō-ritsu Migishi Kōtaro bijutsukan).

## Bilder

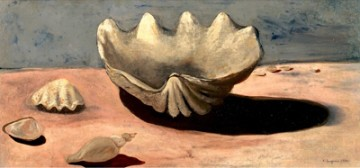
Muscheln am Strand
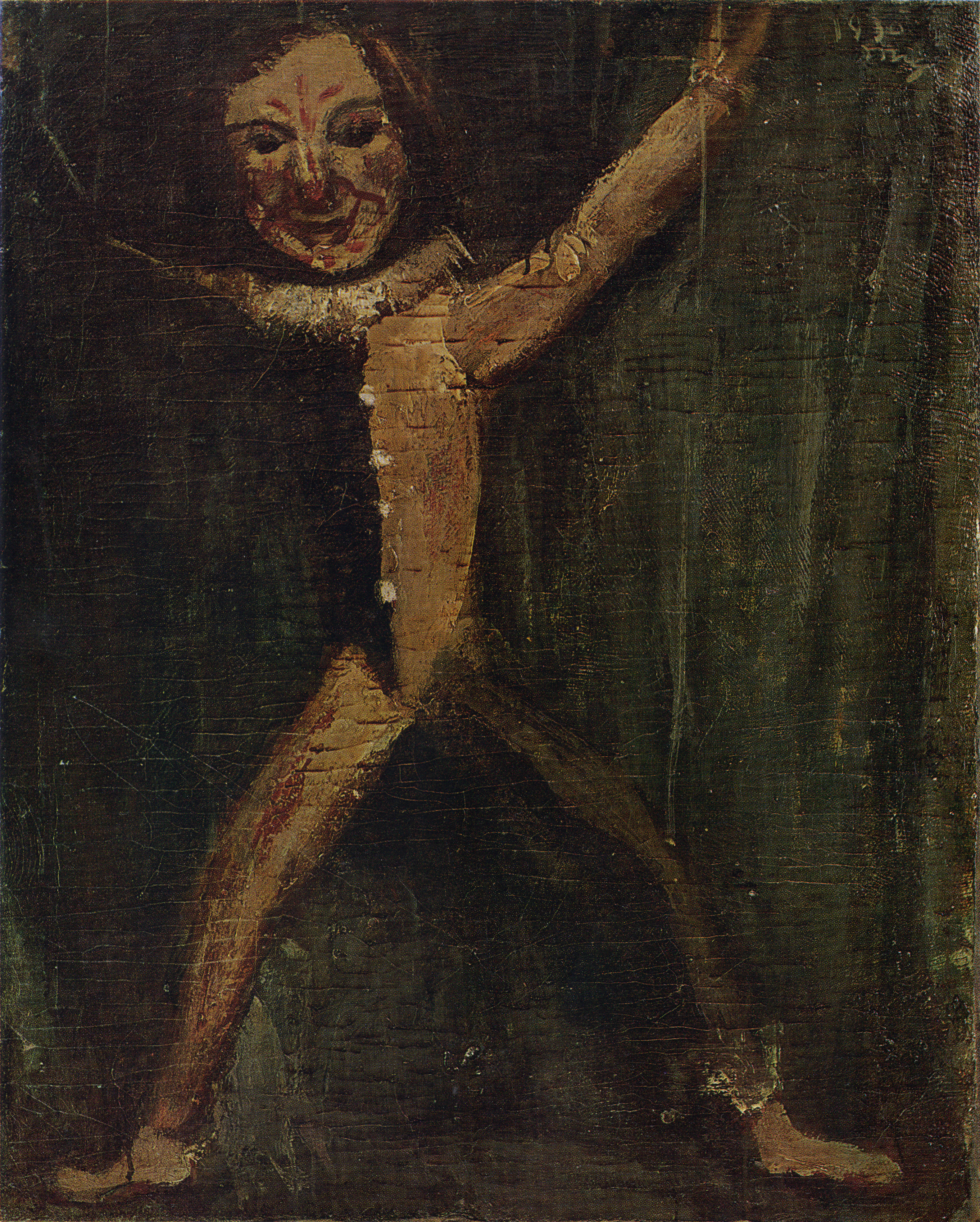
Marionette, 1930[A 1]
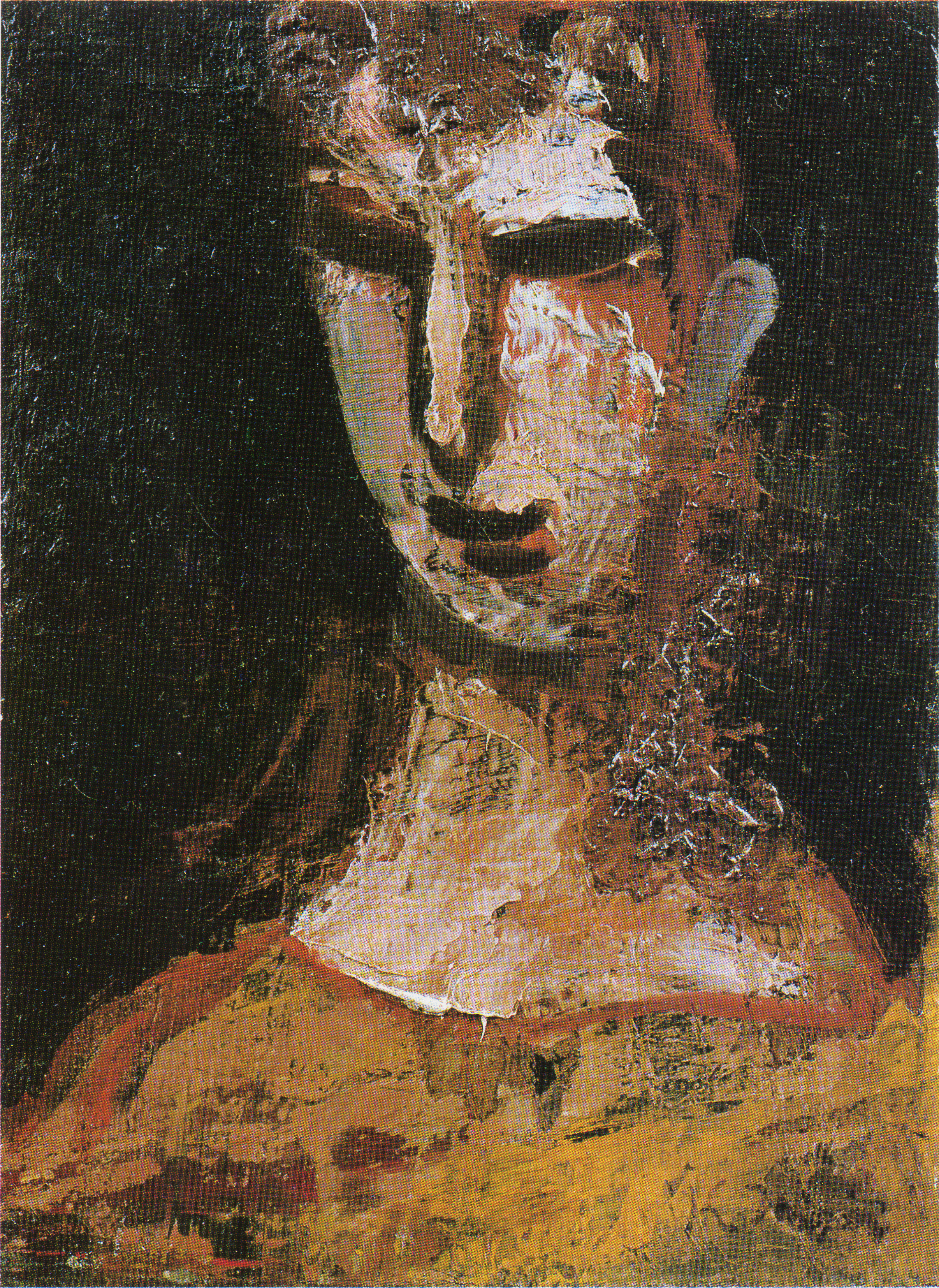
Porträt, 1931
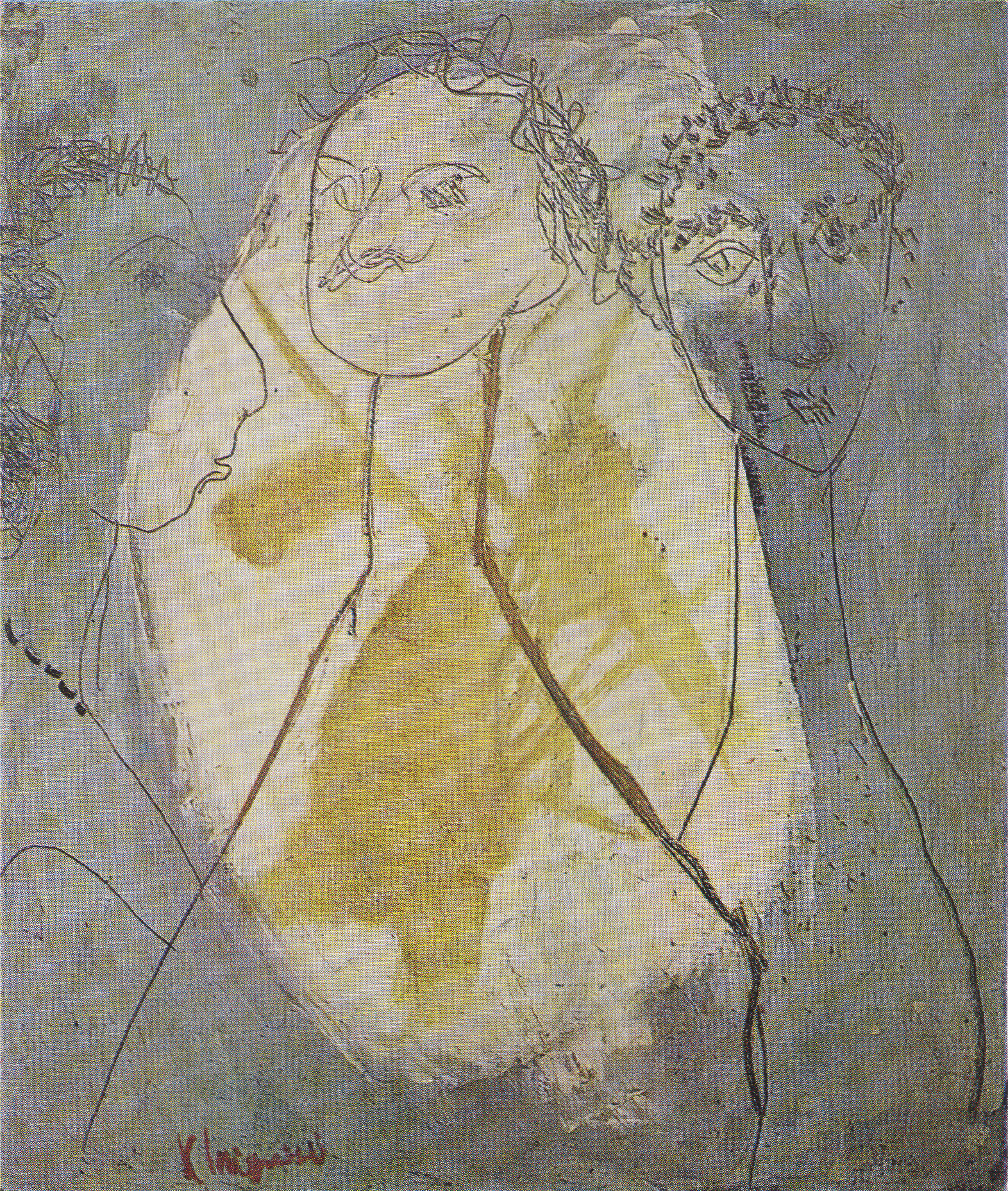
Drei Personen, 1933
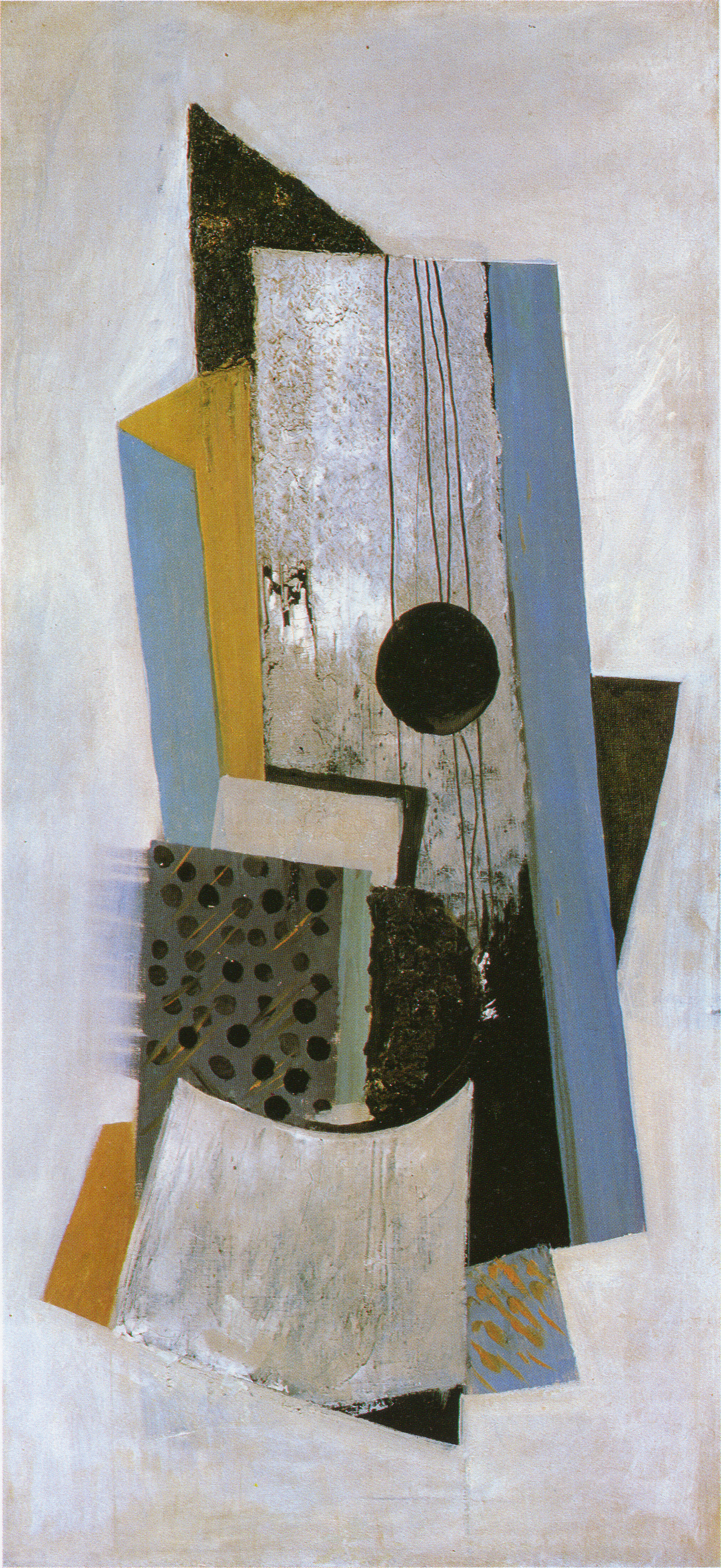
Komposition, 1933
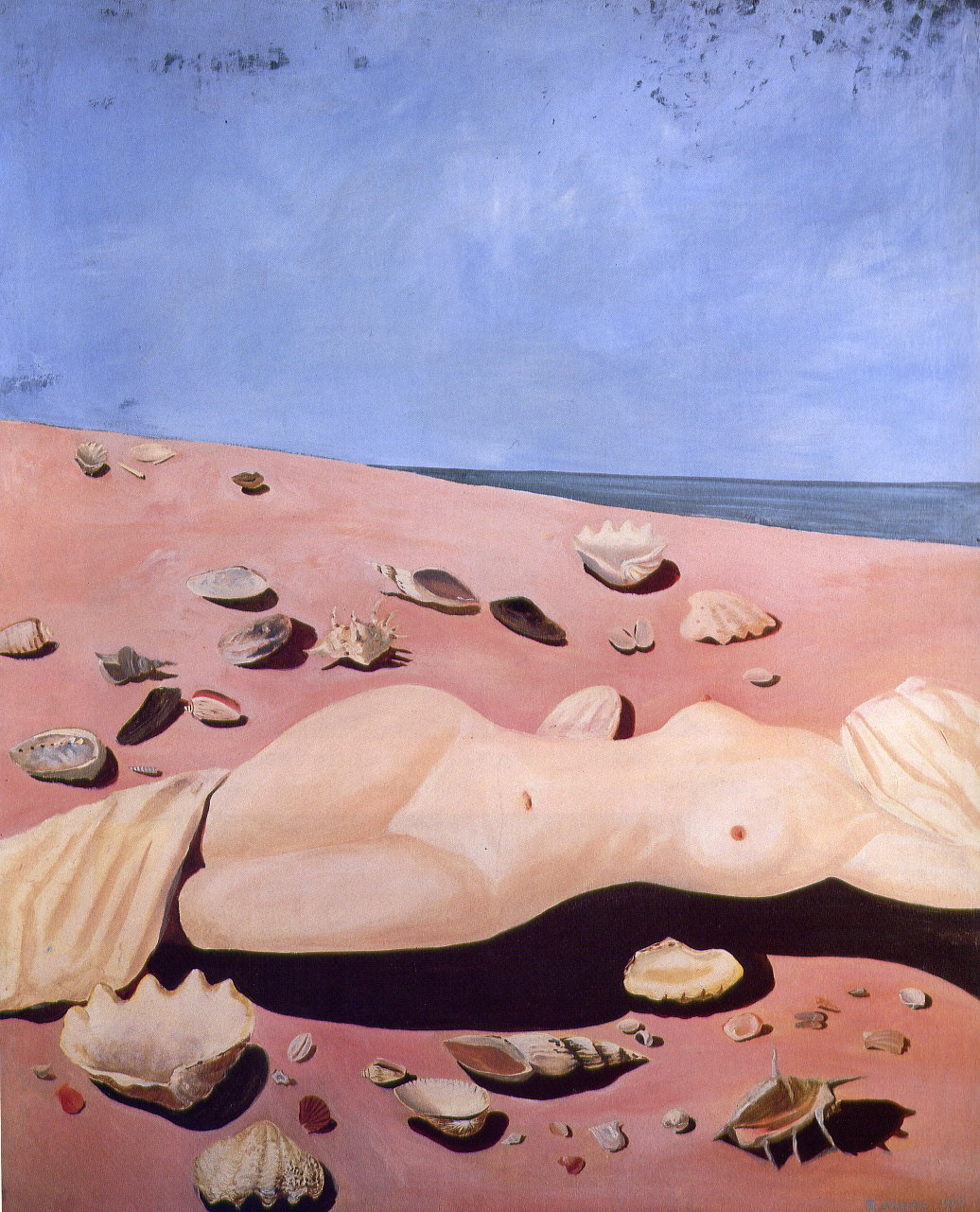
See und Licht, 1933
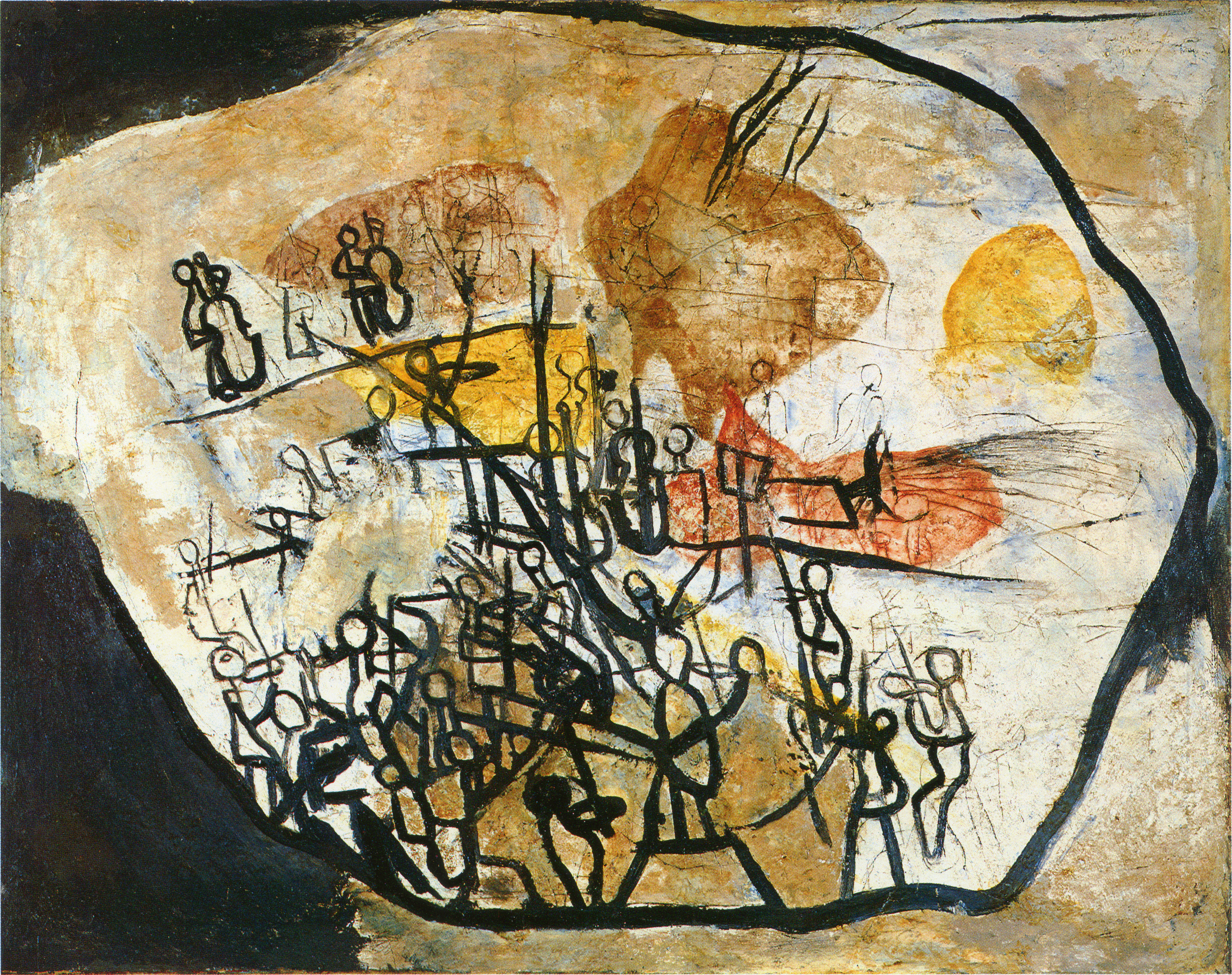
Orchester, 1933

1. ↑  Dieses Bild war auf der Ausstellung Japanische Malerei im westlichen Stil 1985 im Museum für Ostasiatische Kunst in Köln zu sehen.